# Кириков, Сергей Васильевич
Сергей Васильевич Кириков (1899—1984) — советский учёный-биогеограф, доктор биологических наук.

## Биография
Родился 15 сентября 1899 года в селе Алексино Дорогобужского уезда Смоленской губернии.
В 1919—1920 гг. — служба в Красной Армии; в 1920—1922 гг. — учитель.
В 1922—1926 гг. учился на лесном факультете Горецкого сельскохозяйственного института (в эти же годы переименована в Белорусскую сельскохозяйственную академию). Интерес к орнитологии определился в студенческие годы: тема дипломной работы — птицы Дорогобужского уезда Смоленской области.
В 1920-х годах после окончания института недолго работает в Канском опытном хозяйстве (Южный Урал), затем возвращается в Березинский заповедник, где заведует биологической станцией. Переехал в заповедник Асканию-Нова, где прошёл школу полевых исследований  под руководством Владимира Станчинского. Затем работал на Полесской мелиоративной экспедиции и неожиданно, для знавших его людей, поступает в аспирантуру Московского пушно-мехового института). Несколько лет занимается педагогической работой. Но в итоге возвращается на Южный Урал.
1937, 1939—1945 — руководит научной частью Башкирского заповедника и в эти же годы (1938—1939) учится в докторантуре Зоологического института Академии наук СССР в Ленинграде.
1945—1947 — докторант Института эволюционной морфологии животных им. А. Н. Северцова АН СССР, где в декабре 1947 защитил докторскую диссертацию на тему «Птицы и млекопитающие в условиях ландшафтов южной оконечности Урала» (под этим же названием эта диссертация была опубликована в виде монографии). По важнейшим аспектам докторской диссертации Сергей Васильевич консультировался у А. Н. Формозова, с которым был знаком ещё по  аспирантуре в Московском пушно-меховом институте, где Формозов в те годы работал, тогда же Кириков посещал его лекции на биофаке МГУ. В значительной степени С. В. Кириков, как считает его биограф В. Д. Ильичёв,  оказался одним из ближайших учеников и последователей А. Н. Формозова. Поэтому приход Сергея Васильевича на постоянную работу в Институт географии АН СССР в 1948 г именно в отдел биогеографии, которым руководил А.Н. Формозов, был неслучаен.
C 1948 сотрудник Института географии АН СССР.
1948—1957 — участвует в коллективных монографиях «Урал и Приуралье», «Природные условия и естественные ресурсы СССР». Руководит тематическим исследованием «Тетеревиные птицы и среда их обитания».
С 1957 изучает распространение птиц и млекопитающих (охотничье-промысловых видов) в исторических временах: используемые источники — летописи, средневековые рукописи и документы Древней Руси. По этим данным выпустил серию книг.
«Трудно переоценить значение огромного вклада в историческую географию, зоогеографию и экологию, которые дали эти труды Сергея Васильевича» - сказал об этой важнейшей серии работ А. Н. Формозов.
С. В. Кириков продолжал плодотворно и творчески работать все последующие годы. За несколько лет до своей смерти написал автобиографическую книгу «По Южному Уралу и Башкирии». Умер, не дожив 18 дней до своего 85 летия.